# A Smile From The Trenches
A Smile From The Trenches (w skrócie ASFTT) – amerykański zespół grający post hardcore, powstały 2006 roku w Grand Junction (Kolorado).
Ich debiutancki album „Leave the Gambling for Vegas” został wydany w 2009 roku.

## Historia
Stoney Anderson jest założycielem i pierwszym członkiem ASFTT. Brent Javier, kolega ze szkoły Stoneya, dołączył do zespołu na początku 2007 roku. W 2007 roku wygrali Ernie Ball Battle of the Bands Colorado, dzięki czemu mieli okazję zagrać na Denver's Warped Tour. Zespół w 2013 stworzył piosenkę „Thank You” z udziałem Ronnie Radke, następnie zakończył działalność. Ahmad Alkurabi, basista zespołu, oznajmił to na Facebooku i Twitterze.

## Członkowie zespołu
- Stoney Anderson - wokal
- Ahmad Alkurabi - bas, wokal
- Brent Javier - perkusja
- Derek Jones - gitara, wokal

## Dyskografia
- A Smile from the Trenches EP (2007, DC Records)
- Leave the Gambling for Vegas (2009, DC Records)[5]
- Caught Cheating (2012, DC Records)